# Гургулица (хижа)
Гургулица е планинска хижа в Източна Рила. Намира се в местност Миликини ниви и е на 1200 метра надморска височина.
В близост до хижата има и 3 дървени бунгала за настаняване. На около 30 минути от хижата се намира Скаловитският водопад.

## Съседни обекти
- хижа Венетица – 3.30 часа
- хижа Белмекен - 4 часа
- заслон Лалови чукари - 40 минути
- язовир Белмекен - 4.30 часа
- летовище Георги Димитров - 1,30 час

## Изходни точки
- село Костенец – 1.30 часа